# Ammocryptocharax minutus
Ammocryptocharax minutus és una espècie de peix de la família dels crenúquids i de l'ordre dels caraciformes. Els adults poden assolir 2 cm de llargària.
Viu en zones de clima tropical entre 22 °C-26 °C de temperatura a les conques dels rius Negro, Orinoco i Amazones a Sud-amèrica.